# Utajone zakażenie prątkiem gruźlicy
Utajone zakażenie prątkiem gruźlicy in. gruźlica utajona ang. (latent tuberculosis infection (LTBI)) – występowanie dodatniej próby tuberkulinowej (OT) lub testu wydzielania interferonu gamma (IGRA) u osób u których nie stwierdza się gruźlicy.
Ponieważ swoistość tych badań nie jest 100%, to w przypadku braku objawów klinicznych gruźlicy oraz braku zmian w badaniach dodatkowych, świadczą jedynie o domniemanym zakażeniu przez prątki z grupy Mycobacterium tuberculosis complex. Ponieważ tej grupy tylko 5–15% zachoruje na gruźlicę w ciągu swojego życia, leczenie powinno być prowadzone jedynie u osób z wysokim ryzykiem takiego zachorowania. Celem prowadzenia leczenia jest doprowadzenie do eradykacji gruźlicy. 

## Epidemiologia
Ocenia się, że 1/3 populacji ludzkiej jest zakażona prątkiem gruźlicy, jednakże większość zakażonych nie ma objawów gruźlicy i nie jest zakaźna. Ryzyko rozwoju gruźlicy u osób z potwierdzonym utajonym zakażeniem prątkiem gruźlicy jest oceniane na 5–15% w ciągu całego życia, jednakże większość przypadków jest stwierdzana w ciągu pierwszych 5 lat od zakażenia. 

## Diagnostyka
Diagnostyka w kierunku utajonego zakażenia prątkiem gruźlicy powinna być poprzedzona zebraniem wywiadu w kierunku objawów gruźlicy, zdjęciem rentgenowskim klatki piersiowej w celu wykluczenia aktywnej gruźlicy, badaniem plwociny oraz jej posiewu. W diagnostyce może być stosowana zarówno próba tuberkulinowa (OT) jak i nowocześniejszy test wydzielania interferonu gamma (IGRA).
Stały nadzór i leczenie powinny być prowadzone u osób zakażonych ludzkim wirusem niedoboru odporności (HIV), z kontaktu z gruźlicą, leczonych inhibitorami TNF-α, dializowanych, oczekujących na przeszczep oraz chorujących na pylicę krzemową płuc. Można rozważyć takie postępowanie u więźniów, pracowników służby zdrowia, imigrantów z krajów o wysokiej częstości występowania gruźlicy, bezdomnych oraz narkomanów. Natomiast nie zaleca się nadzoru i leczenia u osób chorych na cukrzycę, uzależnionych od alkoholu, palaczy tytoniu oraz osób z niedoborem masy ciała jeżeli nie należą do żadnej z powyższych grup. 
W Polsce zaleca się leczenie u dzieci do 16 roku życia z kontaktu z gruźlicą oraz u osób zakażonych ludzkim wirusem niedoboru odporności (HIV). Leczenie można rozważyć u osób do 35 roku życia z udokumentowaną świeżą konwersją odczynu tuberkulinowego.  

## Leczenie
Leczenie utajonego zakażenia prątkiem gruźlicy (chemioprofilaktyka), ze względu na potencjalną toksyczność leków stosowanych w leczeniu gruźlicy, powinno być prowadzone jedynie u pacjentów z wysokim ryzykiem zachorowania na gruźlicę.
Zalecanymi schematami w krajach rozwiniętych o niskiej częstości występowania gruźlicy (poniżej 1/1000 mieszkańców) są: izoniazyd 1 raz dziennie przez 6 lub 9 miesięcy, izoniazyd z ryfampicyną 1 raz dziennie przez 3–4 miesięcy, izoniazyd z ryfapentyną 1 raz na tydzień przez 3 miesiące oraz ryfampicyna 1 raz dziennie przez 3–4 miesięcy. Skuteczność leczenia zgodnie ze schematami zaaprobowanymi przez Światową Organizację Zdrowia (WHO) wynosi 60–90%, a zmniejszenie ryzyka zachorowania utrzymuje się przez maksymalnie 19 lat. 
W przypadku kontaktu z gruźlicą wielolekooporną nie wykazano skutecznego i bezpiecznego postępowania i w takim przypadku zalecane jest jedynie obserwacja przez 2 lata. 